# Stock Car Pro Series
El Stock Car Pro Series es un campeonato de automovilismo que se disputa en Brasil desde 1979. Es el más importante de su tipo del país y uno de los principales de Sudamérica junto al Turismo Carretera y al TC 2000 de Argentina. 
El Stock Car ha contado con muchos pilotos renombre internacional, como Rubens Barrichello, Felipe Massa, Lucas di Grassi, Nelson Piquet Jr., Ricardo Zonta, Tony Kanaan y António Félix da Costa.
Además de usar autódromos brasileños, el Stock Car ha competido en ocasiones en Argentina. En 2009, el Stock Car Brasil corrió por primera vez en un circuito de carreras callejero, en Salvador de Bahía.

## Historia
El Campeonato Brasileño del Stock Car fue un campeonato monomarca de automovilismo creada por la filial brasileña de General Motors, en reemplazo de la División 1 del Campeonato Brasileño de Turismos. La idea de GMB al crear esta categoría, fue la de captar la atención del aficionado brasileño, quien comenzó a perder interés en la División 1, al observar que la categoría comenzaba a volverse monomarca producto de la supremacía que comenzaban a ejercer los modelos Chevrolet Opala, por sobre los Ford Maverick. Al mismo tiempo, el alejamiento de Ford de la categoría a la cual apoyaba de manera oficial, provocó que varios pilotos quedaran de a pie o compitiendo por sus propios medios. Ante esta situación, GM decidió reformular la categoría, uniendo desempeño y sofisticación. En efecto, si bien el resultado fue una categoría 100% monomarca, el nombre elegido para bautizarla (similar a la norteamericana NASCAR), desvió la atención del público en este gran detalle.
La categoría finalmente se estrenaría el 22 de abril de 1979 en Viamão, Río Grande do Sul. La respuesta del público fue grande, colmando las expectativas de los organizadores. La pole position de esa carrera, fue establecida por el piloto de Río de Janeiro Juan Carlos Palhares, mientras que el vencedor fue el piloto paulista Affonso Giaffone. Al finalizar el año, el honor de ser el primer campeón recayó en manos del piloto Paulo Gomes, recordado por su característico Opala patrocinado por la empresa de refrescos Coca Cola. 

En la década de 1980, un regreso terminaría siendo parte de la historia grande del Stock Car. En 1980 y luego de representar al Brasil con el equipo Fittipaldi F1 Racing de Fórmula 1, regresaba Ingo Hoffmann, piloto que posteriormente se alzaría con la sorprendente suma de 12 títulos de Stock Car en los años siguientes. Durante esta década, Hoffmann se repartió la mayoría de los títulos con Paulo Gomes al ganar en 1980, 1985 y 1989, mientras que el paulista repitió el éxito del año 1979 con un bicampeonato en 1983 y 1984. En esta época corrió el primer piloto extranjero, el portugués Pedro Queiroz Pereira.

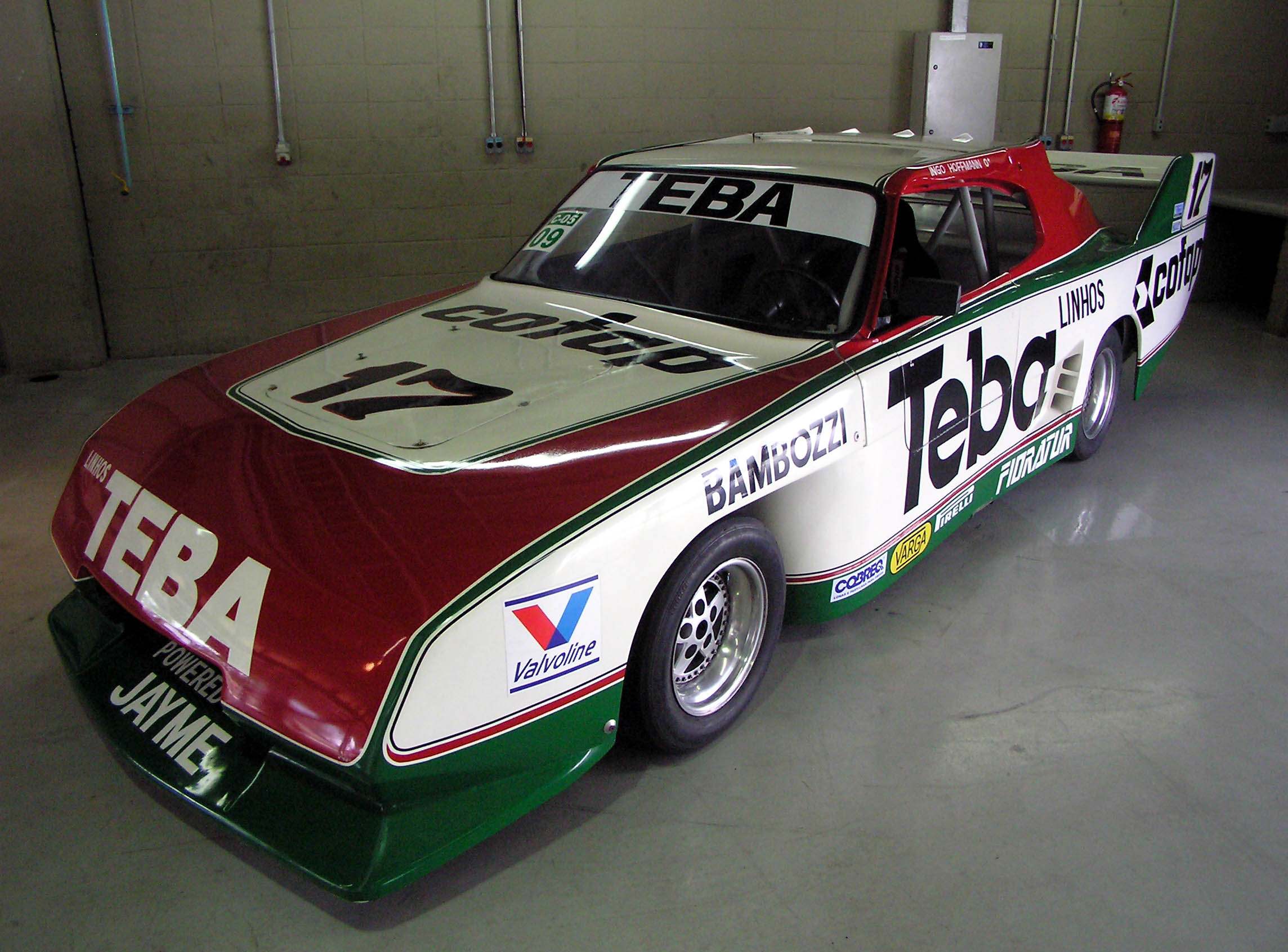
Un Chevrolet Opala de la temporada 1988 del Stock Car Brasil

En el año 1987, la categoría pasó por su más importante reforma, luego de que la General Motors decidiese ceder el control de la categoría, permitiendo el uso de nuevos implementos en el armado de los vehículos, sacándolos de su condición de estándar. Fue así que desde ese año se comenzó a implementar un carrozado diseñado por la empresa fabricante de ómnibus Caio, basado en la carrocería del Opala. Estas mejoras consistieron en la implementación de alerones en la parte trasera y el uso de una trompa uniforme y desmontable, fabricada en fibra de vidrio. Al mismo tiempo, se permitió el uso de discos de frenos delanteros de los camiones Ford F-1000 y los frenos traseros de las camionetas Chevrolet D-20. Estas iniciativas comenzaron a hacer de la categoría un espectáculo monótono, sumándole además que los niveles de audiencia terminaban cada vez más bajos, por lo que los intentos de reformular la categoría fueron mal vistos por el público.

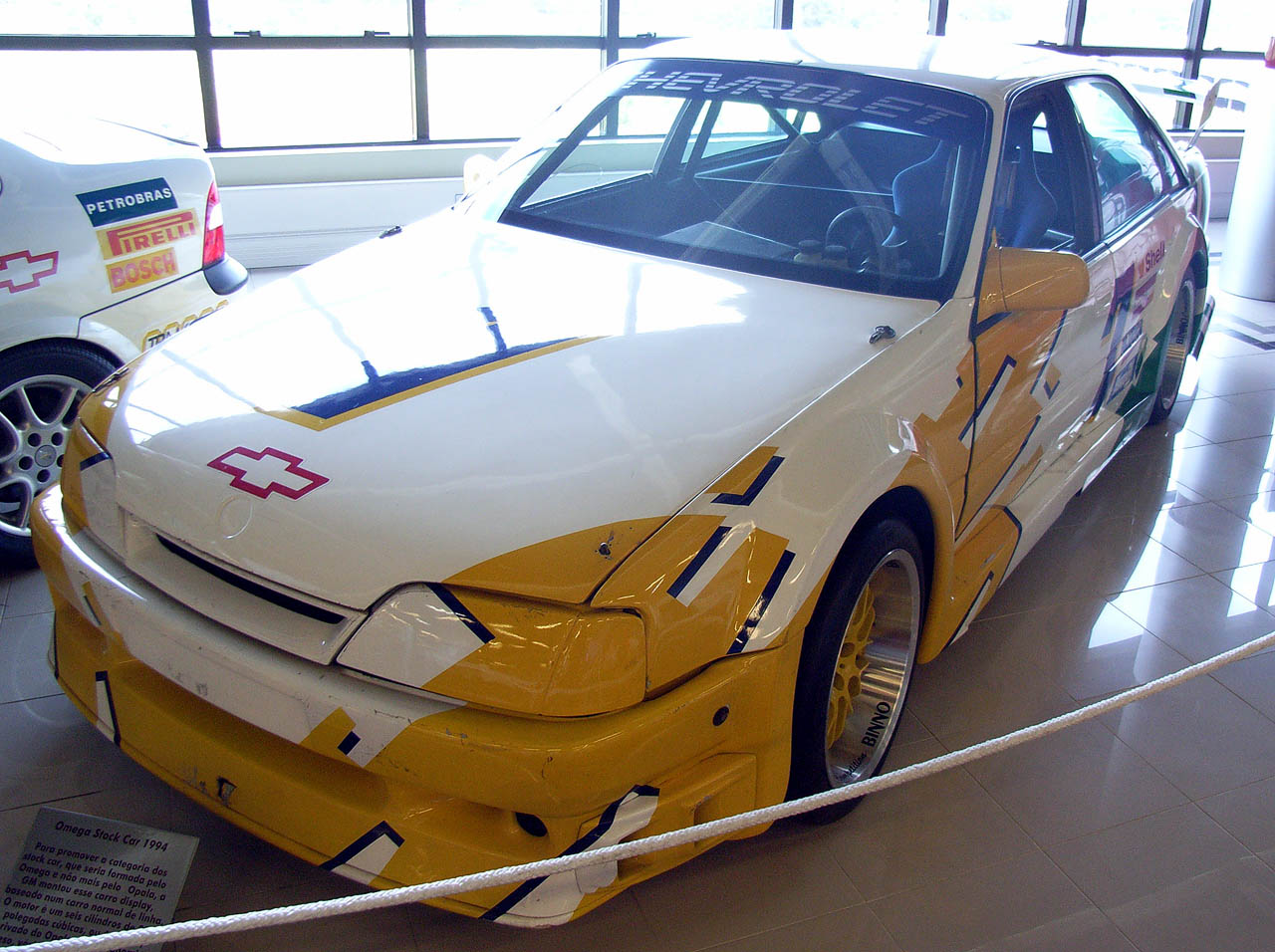
Un Chevrolet Omega de la temporada 1994 del Stock Car Brasil

Fue así que en 1990 General Motors volvió a tomar las riendas de la categoría, tratando de volver a poner a sus unidades en un plano de igualdad. Al mismo tiempo, a mediados de esta década, el Stock Car intentó reconquistar al público implementando un sistema novedoso: El de carreras con relevos. En este tiempo, la supremacía impuesta por Ingo Hoffmann, se consolidó al obtener los títulos desde 1990 hasta 1997, llevándose los títulos de 1990 a 1993 en dupla con Angelo Giombelli. Sin embargo y a pesar de los esfuerzos realizados, el público se mostró cada vez más desinteresado en la categoría, ya que consideraba que los coches estaban fuera de tiempo y que era hora de un recambio. Fue así como General Motors le dio el cambio más importante a la categoría, al decidir en 1994 la implementación de los modelos Chevrolet Omega en reemplazo de los históricos Opala. Estas unidades mantenían el clásico motor de 6 cilindros en línea de 250 pulgadas cúbicas del Opala, pero traían como novedad el uso de cajas de cambio de 5 velocidades, a diferencia de los Opala que tenían cajas de 4. Al mismo tiempo nuevamente el Stock Car compitió con unidades de carrocerías originales, ya que estos Omega mantuvieron su fisonomía original de fábrica.
En 2000, General Motors volvería a ceder el control del monopolio de la categoría, dejándolo en manos de la empresa Vicar del expiloto Carlos Col. El campeonato pasó a llamarse Stock Car V8, al adoptarse automóviles artesanales de origen 100% nacional, con carrocerías de fibra reforzada, montados a estructuras artesanales de caños tubulares y motorizados por motores V8 de origen norteamericano. A esta categoría, General Motors brindaría su apoyo comercial, ofreciendo a sus pilotos siluetas de Chevrolet Vectra II.
Para ello, convocó al chasista argentino Edgardo Fernández (extitular de la escudería Renault Lo Jack Team de TC 2000), para la creación del prototipo inicial. El mismo, consistía en un carrozado de fibra de vidrio reforzado, que imitaría la silueta de un modelo original de calle, montado a una estructura tubular de caños e imitando el concepto iniciado por la categoría norteamericana NASCAR e imitado unos años después por la argentina Top Race. El nuevo chasis reticulado, era obra de la empresa JL, propiedad del excampeón de Stock Car Zeca Giaffone

En 2003, la categoría decide suspender el uso de los clásicos motores Chevrolet de 6 cilindros en línea y 250 pulgadas cúbicas (4.1 litros), para reemplazarlos por impulsores Chevrolet V8 de 350 pulgadas cúbicas, similar al utilizado en la Serie Busch de NASCAR, y que fueran importados por la empresa JL. A todo esto, General Motors permanecería en la categoría aunque solamente como patrocinadora, proveyendo a sus pilotos siluetas de Chevrolet Vectra II y permitiendo el arribo de otras marcas. Es así que en el año 2005, además de ser reemplazado el carrozado Vectra por el de Chevrolet Astra, hace su aparición el modelo Mitsubishi Lancer, el cual rompe con el monopolio de GM al obtener el título de 2006 con Cacá Bueno al volante de esta unidad.

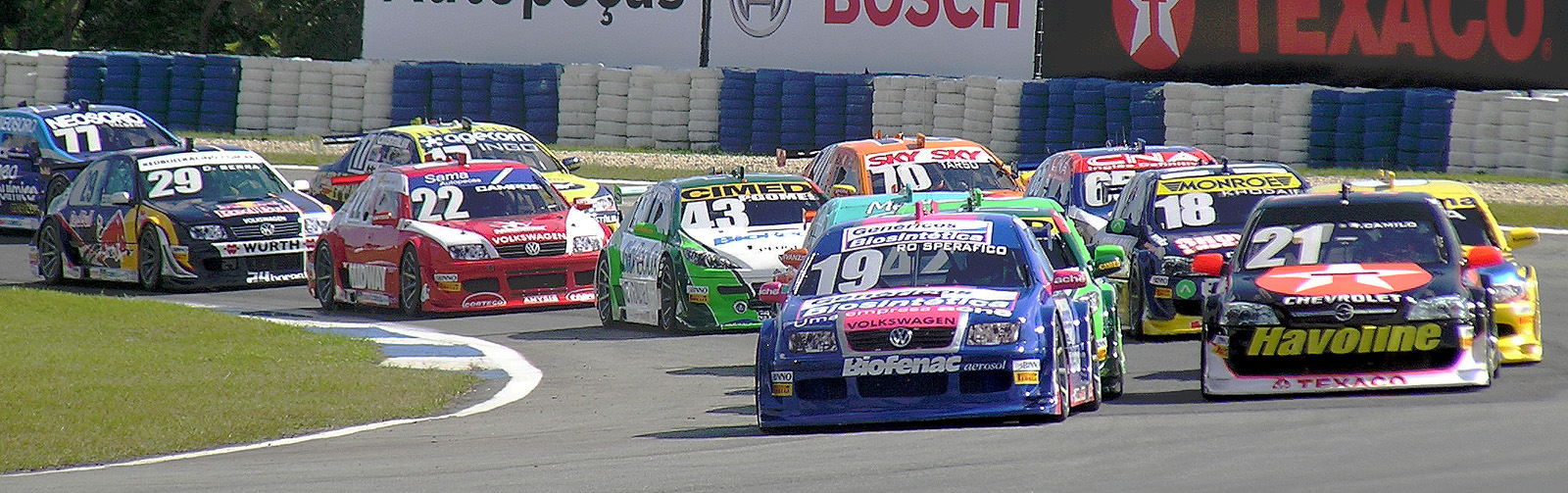
Carrera del Stock Car Brasil en Curitiba en mayo de 2007

La incursión de otras marcas se dilata en 2006 con la llegada de Volkswagen, quien patrocinaba a la categoría poniendo en pista a su modelo Volkswagen Bora. Un año después, la automotriz francesa Peugeot desembarca a través de su modelo Peugeot 307 sedán, con el cual inicialmente compitieron ocho pilotos, para más tarde pasar a competir 10. Esta participación, motivó a la categoría a distribuir las máquinas, permitiendo hasta 10 por cada marca. En 2008, Peugeot corta la racha ganadora de Mitsubishi, llevándose el título de la mano de su piloto Ricardo Mauricio, mientras que en 2009 repetiría Peugeot, pero en esta oportunidad devolviéndole el cetro a Cacá Bueno. A pesar de esto, ese año tanto Mitsubishi como Volkswagen se retirarían del Stock Car, dejando todo en manos de Chevrolet (que se renovaba con la llegada del modelo Chevrolet Vectra III) y Peugeot.
En 2010, Chevrolet volvió a reverdecer sus laureles al consagrarse campeón el piloto Max Wilson, quien triunfara en el campeonato del Stock Car V8 a bordo de un Chevrolet Vectra III. En 2011, Peugeot anunció el reemplazo de sus carrocerías, sustituyendo a la versión sedán del Peugeot 307, por el nuevo Peugeot 408. Con esta unidad, Cacá Bueno obtendría un nuevo campeonato de Stock Car.

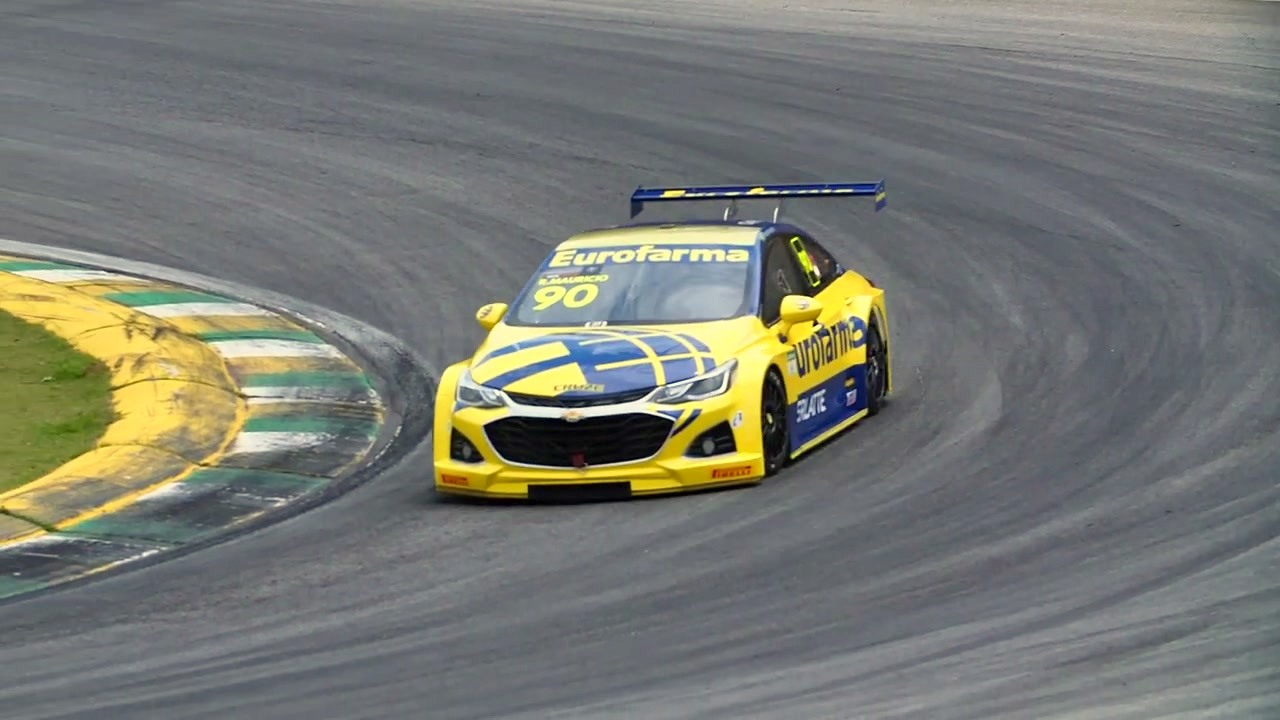
Chevrolet Cruze de Stock Car 2021.

Tras la aparición del 408 en 2012, Chevrolet también anuncia el reemplazo de su carrozado, retirando al discontinuado modelo Chevrolet Vectra III y reemplazándolo por el nuevo Chevrolet Sonic. Una novedad de importancia para esta marca, fue la adquisición de dos de estas unidades por parte del equipo campeón Red Bull WA-Mattheis, siendo una de ellas confiadas a Bueno, quien logró su quinta corona.
Peugeot se retiró del certamen para la temporada 2017, por lo que volvió a ser una monomarca Chevrolet. Esto cambió en 2020 con el ingreso de la marca Toyota, con el Corolla. Ese mismo año se implementó un importante cambio reglamento en los automóviles.

## Televisación
El Stock Car Brasil se ha transmitido en Brasil a través de la cadena de televisión abierta Rede Globo y el canal de cable SporTV, variando a lo largo de los años el reparto entre ambos. También es transmitido en Latinoamérica a través del Canal Space.

## Campeones
| Año  | Piloto                           | Automóvil                |
| ---- | -------------------------------- | ------------------------ |
| 1979 | Paulo Gomes                      | Chevrolet Opala          |
| 1980 | Ingo Hoffmann                    | Chevrolet Opala          |
| 1981 | Afonso Giaffone                  | Chevrolet Opala          |
| 1982 | Avilo Alencar Jr.                | Chevrolet Opala          |
| 1983 | Paulo Gomes                      | Chevrolet Opala          |
| 1984 | Paulo Gomes                      | Chevrolet Opala          |
| 1985 | Ingo Hoffmann                    | Chevrolet Opala          |
| 1986 | Marcos Gracia                    | Chevrolet Opala          |
| 1987 | Zeca Giaffone                    | Chevrolet Opala          |
| 1988 | Fábio Sotto Mayor                | Chevrolet Opala          |
| 1989 | Ingo Hoffmann                    | Chevrolet Opala          |
| 1990 | Ingo Hoffmann                    | Chevrolet Opala          |
| 1991 | Ingo Hoffmann / Ângelo Giombelli | Chevrolet Opala          |
| 1992 | Ingo Hoffmann / Ângelo Giombelli | Chevrolet Opala          |
| 1993 | Ingo Hoffmann / Ângelo Giombelli | Chevrolet Opala          |
| 1994 | Ingo Hoffmann                    | Chevrolet Omega          |
| 1995 | Paulo Gomes                      | Chevrolet Omega          |
| 1996 | Ingo Hoffmann                    | Chevrolet Omega          |
| 1997 | Ingo Hoffmann                    | Chevrolet Omega          |
| 1998 | Ingo Hoffmann                    | Chevrolet Omega          |
| 1999 | Chico Serra                      | Chevrolet Omega          |
| 2000 | Chico Serra                      | Chevrolet Vectra II      |
| 2001 | Chico Serra                      | Chevrolet Vectra II      |
| 2002 | Ingo Hoffmann                    | Chevrolet Vectra II      |
| 2003 | David Muffato                    | Chevrolet Vectra II      |
| 2004 | Giuliano Losacco                 | Chevrolet Astra          |
| 2005 | Giuliano Losacco                 | Chevrolet Astra          |
| 2006 | Cacá Bueno                       | Mitsubishi Lancer        |
| 2007 | Cacá Bueno                       | Mitsubishi Lancer        |
| 2008 | Ricardo Maurício                 | Peugeot 307              |
| 2009 | Cacá Bueno                       | Peugeot 307              |
| 2010 | Max Wilson                       | Chevrolet Vectra III     |
| 2011 | Cacá Bueno                       | Peugeot 408              |
| 2012 | Cacá Bueno                       | Chevrolet Sonic          |
| 2013 | Ricardo Maurício                 | Chevrolet Sonic          |
| 2014 | Rubens Barrichello               | Chevrolet Sonic          |
| 2015 | Marcos Gomes                     | Peugeot 408              |
| 2016 | Felipe Fraga                     | Peugeot 408              |
| 2017 | Daniel Serra                     | Chevrolet Cruze          |
| 2018 | Daniel Serra                     | Chevrolet Cruze          |
| 2019 | Daniel Serra                     | Chevrolet Cruze          |
| 2020 | Ricardo Maurício                 | Chevrolet Cruze          |
| 2021 | Gabriel Casagrande               | Chevrolet Cruze          |
| 2022 | Rubens Barrichello               | Toyota Corolla Stock Car |

### Títulos por piloto
| Títulos | Estado                               | Piloto                  |
| ------- | ------------------------------------ | ----------------------- |
| 12      | Bandera del estado de São Paulo      | Ingo Hoffmann           |
| 5       | Bandera del estado de Río de Janeiro | Cacá Bueno              |
| 4       | Bandera del estado de São Paulo      | Paulo Gomes             |
| 3       | Bandera del estado de Santa Catarina | Ângelo Giombelli        |
| 3       | Bandera del estado de São Paulo      | Chico Serra             |
| 3       | Bandera del estado de São Paulo      | Daniel Serra            |
| 3       | Bandera del estado de São Paulo      | Ricardo Maurício        |
| 2       | Bandera del estado de São Paulo      | Giuliano Losacco        |
| 2       | Bandera del estado de São Paulo      | Rubens Barrichello      |
| 1       | Bandera del estado de São Paulo      | Affonso Giaffone Júnior |
| 1       | Bandera del estado de Goiás          | Alencar Jr.             |
| 1       | Bandera del estado de Goiás          | Marcos Gracia           |
| 1       | Bandera del estado de São Paulo      | Zeca Giaffone           |
| 1       | Bandera del estado de São Paulo      | Fábio Sotto Mayor       |
| 1       | Bandera del estado de São Paulo      | David Muffato           |
| 1       | Bandera del estado de São Paulo      | Max Wilson              |
| 1       | Bandera del estado de São Paulo      | Marcos Gomes            |
| 1       | Bandera del estado de Tocantins      | Felipe Fraga            |
| 1       | Bandera del estado de Paraná         | Gabriel Casagrande      |

### Títulos por estado
| Títulos | Estado         |
| ------- | -------------- |
| 33      | São Paulo      |
| 5       | Río de Janeiro |
| 3       | Santa Catarina |
| 2       | Goiás          |
| 2       | Paraná         |
| 1       | Tocantins      |

### Títulos por región
| Títulos | Región       |
| ------- | ------------ |
| 37      | Sudeste      |
| 5       | Sur          |
| 2       | Centro-Oeste |
| 1       | Norte        |

## Campeonatos promocionales
A partir de la formación de Vicar, el Stock Car fue acompañado en cada fecha de diversos campeonatos promocionales.
El Stock Car Light se inauguró en 1993, que utilizaba automóviles similares pero menos potentes que los de la división principal, la Stock Jr., creada en 2006 como categoría base del Stock Car Brasil y la Pick Up Racing, categoría de camionetas pickup que fuera adquirida en 2008.
En 2010, el Stock Light y la PickUp Racing fueron reemplazadas por la Copa Chevrolet Montana y la MINI Challenge, ambas monomarcas en las que competían el Chevrolet Montana y el MINI Cooper. Mientras tanto, el Stock Jr. fue vendido a un empresario paulista, siendo recategorizado como competencia estatal. Tanto la Copa Montana como el MINI Challenge fueron finalmente cancelados en 2012.
Para 2013, se estrenó el Campeonato Brasileño de Turismos, cuyos automóviles también son fabricados por la empresa carrocera JL Racing, quienes diseñaron un modelo genérico para este campeonato, impulsado por un motor V8 similar al utilizado por la clase mayor.

### Campeones del Campeonato Brasileño de Turismos
| Año  | Piloto          | Vehículo     |
| ---- | --------------- | ------------ |
| 2013 | Felipe Fraga    | JL Racing-V8 |
| 2014 | Guilherme Salas | JL Racing-V8 |
| 2015 | Marcio Campos   | JL Racing-V8 |
| 2016 | Marcio Campos   | JL Racing-V8 |
| 2017 | Gabriel Robe    | JL Racing-V8 |

### Copa Chevrolet Montana
La Copa Chevrolet Montana o Copa Montana, fue una categoría de automovilismo de velocidad creada en el Brasil por la Stock Car de ese país. Era una categoría monomarca creada en 2010, como sucesora del Stock Car Light, divisional inaugurada en 1993. Esta categoría, fue pensada como una categoría preparatoria para pilotos principiantes que deseen competir en el Stock Car V8, la primera división del automovilismo brasileño. La misma fue creada por Stock Car, producto de la fusión entre las categorías Stock Car Light y PickUp Racing, consiguiendo de esta forma crear una categoría que conjugue ambos estilos, además de generar un gran ahorro de dinero al mantener solamente una categoría.
Esta competencia, era una monomarca en la cual el único modelo homologado era la camioneta Chevrolet Montana, de la cual su primera generación derivada del modelo Chevrolet Corsa fue usada en 2010, mientras que en 2011 fue presentada la segunda generación derivada del modelo Chevrolet Agile. Finalmente y tras bajos ratings de audiencia, la categoría fue cancelada y sustituida por el Campeonato Brasileño de Turismos, presentado en 2013. En sus tres años de existencia, Diogo Pachenki y Rafael Daniel fueron los únicos campeones en las temporadas 2010, 2011 y 2012 respectivamente.

#### Campeones
| Año  | Piloto         | Vehículo          |
| ---- | -------------- | ----------------- |
| 2010 | Diogo Pachenki | Chevrolet Montana |
| 2011 | Rafael Daniel  | Chevrolet Montana |
| 2012 | Rafael Daniel  | Chevrolet Montana |

### MINI Challenge
El MINI Challenge, es una categoría agregada por la Stock Car Brasil en 2010. Se trata de una categoría monomarca en la cual compiten pilotos a bordo de unidades MINI Cooper, los cuales son presentados en su versión deportiva John Cooper Works. Esta categoría es desarrollada a nivel mundial, teniendo filiales en Alemania, Argentina y España, donde las competencias son preparadas de manera especial por la firma alemana BMW, pero cediendo los derechos de fiscalización a las diferentes categorías nacionales. En el caso de Brasil, la fiscalización corre por cuenta de Stock Car Brasil. La metodología de esta competencia, se basa en un sistema de dos competencias, en las cuales son permitidos de uno a dos pilotos por cada unidad, corriendo por cuenta del piloto titular el aviso a las autoridades de su participación en dupla con otro piloto o no. El torneo finalizará declarando vencedor al piloto que culmine con la mayor cantidad de puntos. En caso de correr en dupla, solo se consagrará al piloto titular, siendo el invitado privado de puntuar en el campeonato, pero aportando sus puntos hacia el piloto titular.

#### Campeones
| Año  | Piloto            | Vehículo    |
| ---- | ----------------- | ----------- |
| 2010 | Patrick Gonçalves | MINI Cooper |
| 2011 | Patrick Gonçalves | MINI Cooper |
| 2012 | Vítor Genz        | MINI Cooper |

### Stock Series
El Stock Series, también conocida como Copa Vicar, es una serie de promoción de la Stock Car Pro Series, creada en el año 1993 y formulada como preparatoria para pilotos principiantes que deseen competir en la categoría mayor, hoy conocida como Stock Car V8. Esta categoría, fue creada con el fin de aclimatar a aquellos pilotos que deseen hacer sus primeras armas en el autmovilismo nacional, teniendo como único modelo homologado al Chevrolet Omega, el cual venía equipado con motores de 6 cilindros en línea y con potencia reducida respecto del original Stock Car.
En su año debut, la categoría adoptó el sistema implementado por Stock Car de carreras con relevos, por lo que sus primeros campeones en el año 1993, fueron Carlos Col (futuro creador del Stock Car V8) en dupla con George Lemonias. Al año siguiente, este sistema fue suprimido de todas las divisiones de la Stock Car, volviendo al viejo sistema de carreras individuales. Bajo este sistema, el campeón de 1994 fue el piloto Nonô Figueiredo.
Cuando General Motors cedió el control de sus acciones de la categoría en 2000, el Stock Car Light, mantuvo en pista sus modelos Chevrolet Omega de 6 cilindros en línea hasta 2003, cuando se decidió reemplazar estos modelos por siluetas de Chevrolet Astra. Al año siguiente, otra mudanza importante en esta categoría, fue en su motor, ya que a partir de este año la categoría pasaba a utilizar motores V8 similares a la divisional mayor, pero con un ajuste en su potencia, la cual era reducida de 450 a 350 HP. El primer campeón del Stock Series con estos nuevos vehículos, fue el piloto Luis Carreira Jr., mientras que Diogo Pachenki obtuvo el título de 2004 con las nuevas motorizaciones.
Lamentablemente, las páginas oscuras tampoco pudieron evitarse en este deporte, ya que el 9 de diciembre de 2007 ocurrió un accidente fatal que acabaría con la vida del piloto Rafael Sperafico, primo de los pilotos Rodrigo y Ricardo Sperafico que competían en Stock Car. La tragedia tuvo lugar en el Autódromo de Interlagos en São Paulo, cuando al abrir la sexta vuelta, el coche de Sperafico se puso de costado siendo embestido de lleno en su lateral derecho, causándole la muerte instantánea. Sperafico, contaba en ese entonces con 28 años de edad.
Finalmente, en 2010, fue anunciada la creación de la categoría Copa Chevrolet Montana, en reemplazo del Stock Light como categoría previa al Stock Car V8. Esta nueva categoría, fue creada producto de la fusión entre las categorías Stock Car Light y Pick-Up Racing categoría de la Stock Car de camionetas pickup. La idea de Stock Car fue la de crear una categoría más económica que conjugue ambos estilos de manejo. Con esta idea, la dirigencia de Stock Car se ahorraría una buena suma de dinero, mateniendo una sola categoría en lugar de dos. El último campeón de la Stock Car Light, fue el piloto Rafael Daniel con un Chevrolet Astra en 2009.

#### Campeones
| Año  | Piloto                       | Automóvil       |
| ---- | ---------------------------- | --------------- |
| 1993 | Carlos Col / George Lemonias | Chevrolet Omega |
| 1994 | Nonô Figueiredo              | Chevrolet Omega |
| 1995 | Ariel Barranco               | Chevrolet Omega |
| 1996 | Alessandro Weiss             | Chevrolet Omega |
| 1997 | Cacá Bueno                   | Chevrolet Omega |
| 1998 | Carlos Cunha                 | Chevrolet Omega |
| 1999 | Mário Covas Neto             | Chevrolet Omega |
| 2000 | Rogério Motta                | Chevrolet Omega |
| 2001 | Thiago Marques               | Chevrolet Omega |
| 2002 | Mateus Greipel               | Chevrolet Omega |
| 2003 | Luís Carreira Jr.            | Chevrolet Astra |
| 2004 | Diogo Pachenki               | Chevrolet Astra |
| 2005 | Renato Jader David           | Chevrolet Astra |
| 2006 | Marcos Gomes                 | Chevrolet Astra |
| 2007 | Norberto Gresse              | Chevrolet Astra |
| 2008 | Fabio Carreira               | Chevrolet Astra |
| 2009 | Rafael Daniel                | Chevrolet Astra |
| 2018 | Raphael Reis                 | Chevrolet Cruze |
| 2019 | Guilherme Salas              | Chevrolet Cruze |
| 2020 | Pietro Rimbano               | Chevrolet Cruze |

### Pick-Up Racing
La Pick-Up Racing, fue una categoría creada en 2001, la cual fue emulada de la categoría Pick-Up Series de la National Asociation of Stock Car Auto Racing de los Estados Unidos. Esta categoría, fue creada por el piloto Gerson Marques, quien observando las virtudes presentadas por el Stock Car V8, decidió crear una categoría similar a otra de origen norteamericano, que en este caso, empleaba camionetas Pickup. Como en Estados Unidos, las marcas presentes en esta categoría, fueron Chevrolet con su modelo S-10, Ford con su modelo Ranger y Mitsubishi que se había presentado en 2008 con su modelo L-200. Tras la muerte de Gerson Marques en 2004, sus hijos Gerson Jr. y Gue, se asociaron a Darwin Lima, un amigo con el cual continuaron llevando adelante la organización de la categoría. 
Inicialmente, los vehículos fueron preparados con motores impulsados a diésel, siendo reemplazados en 2002 por gas natural vehicular o GNV, siendo la segunda categoría del mundo en utilizar este combustible (después de la argentina Monomarca Citroën AX), el cual era provisto por la petrolera Petrobras, gracias a un acuerdo de desarrollo conjunto. Con este combustible, los motores alcanzaban a desarrollar 350 CV de potencia. Este combustible, fue utilizado hasta 2005, cuando la categoría nuevamente cambió la configuración de sus motores, volviendo a los biturbo, pero en esta oportunidad, siendo impulsados a gasohol.
En 2008, la categoría fue absorbida por la Stock Car Brasil, la cual puso a la Pickup Racing como complemento del Stock Car V8. Debido a que esta entidad no poseía vínculo de ninguna índole con la marca Ford, ese mismo año fue suprimida esta marca y reemplazada por Mitsubishi, que ponía en pista a los modelos L-200. En 2009, la categoría comenzaba a utilizar unidades doble cabina de los modelos Chevrolet S-10 y Mitsubishi L200, los cuales eran montados al mismo chasis tubular y con el mismo motor V8 del Stock Car.
Finalmente, en 2010, fue anunciada la fusión entre esta categoría y el Stock Car Light, para dar origen a la categoría monomarca Copa Montana, la cual mantenía las mismas configuraciones mecánicas de la Pick Up Racing, pero utilizando carrocerías imitación del modelo utilitario Chevrolet Montana.

#### Campeones
| Año  | Campeón            | Automóvil       |
| ---- | ------------------ | --------------- |
| 2001 | João Campos        | Ford Ranger     |
| 2002 | João Campos        | Ford Ranger     |
| 2003 | João Campos        | Ford Ranger     |
| 2004 | João Campos        | Ford Ranger     |
| 2005 | João Campos        | Ford Ranger     |
| 2006 | Cláudio Ricci      | Chevrolet S-10  |
| 2007 | Marcel Wolfart     | Ford Ranger     |
| 2008 | Gustavo Sondermann | Chevrolet S-10  |
| 2009 | Júlio Campos       | Mitsubishi L200 |

### Stock Jr.
La Stock Jr., fue una categoría creada en el año 2006 por la Stock Car Brasil, la cual era una categoría escuela para aquellos pilotos que deseen llegar a competir en el Stock Car V8. Esta categoría, era una monomarca creada con vehículos cuyos carrozados eran hatchbacks hechos en fibra de vidrio, y de un diseño muy similar al Volkswagen Gol. Estos coches estaban motorizados por un único impulsor Yamaha de 4 cilindros en línea y 130 HP de potencia. La categoría, estaba dividida en dos clases, la Clase Pro y la Clase Master.Los primeros campeones de la Stock Jr. en 2006 fueron Felipe Polehtto en la "Classe Pro" y Linneu Linardi en la "Classe Master". Esta categoría se extinguió en 2009, cuando el expiloto paulista Dito Gianetti compró sus acciones a la Stock Car, creando así el Campeonato Paulista de Stock Jr. en 2010. Los últimos campeones de la Stock Jr. fueron Fabio Fogaça en la "Classe Pro" y Joāo Marcelo en la "Classe Master".

#### Campeones
| Año  | Campeones       | Campeones         |
| Año  | Classe Pro      | Classe Master     |
| ---- | --------------- | ----------------- |
| 2006 | Felipe Polehtto | Linneu Linardi    |
| 2007 | Thiago Riberi   | Jason Oliveira    |
| 2008 | Lucas Finger    | Patrick Gonçalves |
| 2009 | Fábio Fogaça    | João Marcelo      |